# آيسا وادي
آيسا وادي (بالفرنسية: Aissa Wade) (مواليد 1967) أستاذة الرياضيات في جامعة ولاية بنسلفانيا. وهي رئيسة المعهد الأفريقي لعلوم الرياضيات.

## حياتها المبكرة والتعليم
ولدت في داكار في السنغال. درست الرياضيات في جامعة الشيخ أنتا ديوب وتخرجت عام 1993.
كان عليها مغادرة السنغال للحصول على الدكتوراه حيث لم تكن هناك فرص في إفريقيا. حصلت على درجة الدكتوراه من جامعة مونبلييه عام 1996. كانت أطروحتها بعنوان، ""Normalisation formelle de structures de Poisson""، تعتبرهندسة تماسكية. كان المشرف على رسالتها للدكتوراه جان بول دوفور.

## المسار المهني
أصبحت آيسا باحثة ما بعد الدكتوراه في مركز عبد السلام الدولي للفيزياء النظرية . وشغلت منصب عضوة هيئة تدريس زائرة في جامعة ولاية كارولينا الشمالية في تشابل هيل والجامعة الأفريقية للعلوم والتكنولوجيا وجامعة بول ساباتير. وانضمت إلى جامعة ولاية بنسلفانيا حيث عُين أستاذةً في عام 2016.
عملت كمديرة تحرير لمجلة The African Diaspora Journal of Mathematics. وهي محررة بمجلة Afrika Mathematika،  وعضوة في اللجنة العلمية لمنتدى NextEinstein، وهي مبادرة لربط العلوم والمجتمع والسياسة في إفريقيا.
آيسا هي أيضاً رئيسة المعهد الأفريقي لعلوم الرياضيات، وهي أول امرأة تتولى هذا المنصب. وحصلت على تمويل من مؤسسة العلوم الوطنية لدعم ورشة السنغال حول الهياكل الهندسية.
شاركت في أنشطة الجمعية الأمريكية لتقدم العلوم لتعزيز أبحاث العلوم والتكنولوجيا والهندسة والرياضيات الأفريقية، بما في ذلك توفير المقاييس القائمة على الأدلة ودراسات الحالة وتوصيات السياسة. في عام 2017، تم تعيينها زميلًا في الأكاديمية الأفريقية للعلوم.
حازت إنجازات آيسا وادي على تقديرها من قبل مؤسسة Mathemically Gifted & Black، حيث ظهرت كالمرشحة للتكريم في شهر التاريخ الأسود.